# Beto Fuscão
Rigoberto Costa, noto semplicemente come Beto Fuscão (Florianópolis, 13 aprile 1950 – Florianópolis, 6 dicembre 2022), è stato un calciatore brasiliano di ruolo difensore.

## Palmarès

### Club
- Campionato Catarinense: 1

América-SC: 1971